# Fre
Fre är en R&B-musikduo uppvuxna i Rinkeby, Stockholm. Bandet består av bröderna Henok och Jonathan Fre. Henok Fre har även varit boxare och var bland annat rankad som etta i Sverige och tog EM-brons 1996.
Deras låt "Sanning eller lögn" från deras debutalbum "Välkommen till Fre" blev en hit, och har även gjorts om som covers av både Danjah och Julia Spada. Fre var år 2001 förband åt Wyclef Jean på ett fullsatt Globen. Fre har även gästat åt Ken, Ayo, Bo Kaspers Orkester, Feven, Infinite Mass, Henok Achido. Fre deltog i Melodifestivalen 2004 i den fjärde tävlingen.

## Diskografi
- 2000 – Grejer (singel)
- 2001 – Välkommen till Fre (album)